# Saint-Bonnet-sur-Gironde
Saint-Bonnet-sur-Gironde é uma comuna francesa na região administrativa da Nova Aquitânia, no departamento de Charente-Maritime. Estende-se por uma área de 30,60 km². Em 2010 a comuna tinha 843 habitantes (densidade: 27,5 hab./km²).